# Paul Adam
Paul Adam (Parigi, 7 dicembre 1862 – Parigi, 2 gennaio 1920) è stato uno scrittore francese.
Nato in una famiglia di industriali e di militari originari dell'Artois, figlio di un direttore delle Poste sotto il Secondo Impero, morto d'una malattia contratta durante l'assedio di Parigi nel 1870, Paul Adam fece i propri studi secondari al liceo Henri-IV a Parigi prima di lanciarsi nella carriera letteraria a partire dal 1884.
Collaborò a La Revue Indépendante prima di pubblicare in Belgio il suo primo romanzo, Chair molle (1885), che venne accusato d'immoralità, provocò scandalo e valse al giovane autore una condanna a quindici giorni di reclusione con la condizionale e una pesante ammenda.
Abbandonando il naturalismo, Paul Adam si rivolse al simbolismo. Contribuì a diverse riviste legate a questo movimento, animò Le Symboliste e La Vogue e fondò con Jean Ajalbert Le Carcan. Nel 1886, collaborò con Jean Moréas a Le Thé chez Miranda e Les Demoiselles Goubert e pubblicò un romanzo intimista, Soi. La sua fama cominciò con il romanzo Être (1888).
Partigiano del generale Boulanger, militò nei movimenti nazionalisti e tradizionalisti e, durante la prima guerra mondiale, si recò dalle truppe per sostenerne il morale e fondò la Ligue intellectuelle de fraternité latine («Lega intellettuale di fraternità latina»). 
Nello stesso periodo, aderì all'Ordine Martinista diretto da G. Encausse ('Papus').
Parallelamente, pubblicò numerosissime opere: saggi, romanzi (nei quali ritrasse epoche e ambienti molto diversi fra loro), novelle, racconti di viaggio. Tra esse si possono citare i romanzi storici del suo ciclo napoleonico: La Force (1899), L'Enfant d'Austerlitz (1901), Au soleil de juillet (1903), nonché La Ruse (1903) e Stéphanie (1913), curiosa perorazione in favore dei matrimoni combinati rispetto ai matrimoni d'amore.

## Opere
- Chair molle, A. Brancart, Bruxelles, 1885.
- Soi, Tresse et Stock, Paris, 1886.
- Les Demoiselles Goubert, Mœurs de Paris (con Jean Moréas), Tresse et Stock, Paris, 1886.
- Le Thé chez Miranda (con Jean Moréas), Tresse et Stock, Paris, 1886.
- La glèbe, Tresse et Stock, Paris, 1887.
- Les Volontés merveilleuses: Être, Librairie illustrée, Paris, 1888.
- Les Volontés merveilleuses: L'essence de soleil, Tresse et Stock, Paris, 1890.
- Les Volontés merveilleuses: en décor, 1890.
- L'Époque: Le Vice filial, E. Kolb, Paris, 1891.
- L'Époque: Robes rouges, E. Kolb, Paris, 1891.
- L'Époque: Les Cœurs utiles, E. Kolb, Paris, 1892. [tra. It.: I cuori utili.Torino, 1929].
- L'automne: drame en trois actes, E. Kolb, Paris, 1893. Vietato dalla censura il 3 febbraio 1893.
- Le Conte futur, Librairie de l'Art indépendant, Paris, 1893.
- Critique des mœurs, E. Kolb, Paris, 1893.
- Les Images sentimentales, P. Ollendorff, Paris, 1893.
- Princesses byzantines, Firmin-Didot, Paris, 1893.
- La Parade amoureuse, P. Ollendorff, Paris, 1894.
- Le Mystère des foules, P. Ollendorff, Paris, 1895.
- Les cœurs nouveaux, P. Ollendorff, Paris, 1896.
- La Force du mal, A. Colin, Paris, 1896.
- Tetralogia Le Temps et la Vie, epopea della famiglia Héricourt:
  - La Force, P. Ollendorff, Paris, 1899.
  - L'Enfant d'Austerlitz, P. Ollendorff, Paris, 1901.
  - La Ruse, 1827-1828, P. Ollendorff, Paris, 1903.
  - Au soleil de juillet, 1829-1830, P. Ollendorff, Paris, 1903.
- Basile et Sophia, Société d'éditions littéraires et artistiques, Paris, 1901
- Le Serpent noir, P. Ollendorff, Paris, 1905.
- La Morale des Sports, la Librairie mondiale, Paris, 1907.
- Le Malaise du monde latin, 1910.
- Le Trust, A. Fayard, Paris, 1910.
- Le Lion d'Arras, E. Flammarion, 1919 (aggiunta tardiva alla serie Le Temps et la Vie)